# Tor Ahlberg
Tor Valdemar Alfred Ahlberg, född 6 maj 1913 i Stockholm, död 2 mars 2008 i Stockholm, var en svensk pianist och jurist.

## Biografi
Föräldrar var fotografen Valdemar Ahlberg och Elisabeth Larsson. 
Ahlberg studerade pianospel för Algot Haquinius 1924–1931 och 1938 samt för Olof Wibergh vid Musikkonservatoriet i Stockholm 1931–1937. Han debuterade 1938 och framträdde som solist hos orkesterföreningarna i Sverige, liksom ofta i svensk och utländsk radio. 
Vid sidan om musiken var Ahlberg jurist och han tog juris kandidatexamen 1937 och blev förste byråsekreterare i Medicinalstyrelsen 1955. Under åren 1950–1954 var han sakkunnig i arbetsmarknadsstyrelsen.
Som tonsättare skev han främst verk för piano, men även två verk för stråkkvartett.
Ahlberg var sekreterare i 1947 års statliga musikutredning. Kommittén avlämnade sitt betänkande Musikliv i Sverige, SOU 1954:2, i september 1953.
Han gifte sig 1942 med pianisten Dorkas Norre. Tor Ahlberg är begravd på Norra begravningsplatsen utanför Stockholm.